# Crêpe-Garn
Crêpe-Garne (Kreppgarn) sind hochgedrehte Garne aus Naturseide (Grenadine) oder Synthetic-Filamente.
Sie haben eine Drehung (Torsion) von 1500 bis 2500 t/m. Die schrumpffähigen und elastischen Garne werden vor allem für echte Crêpe-Gewebe genutzt. Kreppgarne aus Viskose müssen dimensionsstabilisierend nachbehandelt werden, weil sie sonst einlaufen und Festigkeitsverluste erleiden.